# Leonora Armellini
Leonora Armellini (Padova, 25 giugno 1992) è una pianista italiana, vincitrice del quinto premio alla XVIII edizione del Concorso pianistico internazionale Fryderyk Chopin e del Premio Janina Nawrocka «per la straordinaria musicalità e la bellezza del suono» nella XVI edizione (a soli 18 anni).

## Biografia
Leonora Armellini si è avvicinata al pianoforte all'età di quattro anni con Laura Palmieri (erede della scuola di Arturo Benedetti Michelangeli), diplomandosi a soli 12 anni con lode e menzione.
Prosegue gli studi presso l'Accademia Nazionale di Santa Cecilia di Roma con Sergio Perticaroli, dove nel 2009 si è laureata con lode. Successivamente ha approfondito lo studio del pianoforte presso la Hochschule für Musik und Theater di Amburgo con Lilya Zilberstein e ha frequentato corsi di perfezionamento con Marian Mika, Pietro De Maria, Elisso Wirsaladze, Jeffrey Swann, Claudio Martinez Mehner e Matti Raekallio. Inoltre, ha studiato composizione al Conservatorio “C. Pollini” a Padova con Giovanni Bonato.

## Carriera artistica
Leonora Armellini si è esibita nelle sale da concerto più prestigiose del mondo, tra le quali troviamo la Sala Santa Cecilia di Roma, il Teatro Dal Verme di Milano, il Teatro La Fenice di Venezia, la Musashino Concert Hall di Tokio, la Salle Cortot di Parigi e - all'età di 17 anni - si è esibita alla Carnegie Hall di New York, oltre a concerti in Polonia, Francia, Inghilterra, Germania, Austria, Svizzera, Repubblica Ceca e Corea del Sud.
Come solista si è esibita con l’Orchestra di Padova e del Veneto, I Solisti Veneti, Orchestra del Teatro Giuseppe Verdi di Trieste, Orchestra Filarmonica di Torino, Orchestra del Teatro La Fenice, Orchestra dell’Arena di Verona, Orchestra Filarmonica Marchigiana, I Virtuosi Italiani, Orchestra da Camera di Kiev, Orchestra Nazionale Ucraina, Radiowa Filharmonia New Art di Lodz, Sinfonia Varsovia. Ha collaborato con importanti direttori d’orchestra come Alexander Rabinovich-Barakowsky, Claudio Scimone, Zoltán Peskó, Anton Nanut, Damian Iorio, Daniele Giorgi, Giordano Bellincampi, Christopher Franklin, Massimiliano Caldi, Andrea Battistoni, Emilian Madey.
Si dedica anche alla musica da camera, suonando, tra gli altri, con Giovanni Angeleri, Sonig Tchakerian, Lucia Hall, Jeffrey Swann, Lilya Zilberstein, Laura Marzadori. 
Leonora Armellini è stata invitata nell'ottobre 2013 a far parte della Giuria al Premio Nazionale delle Arti (ottobre 2013) promosso dal Ministero dell'Università (AFAM).
Alla XVIII edizione del Concorso pianistico internazionale Fryderyk Chopin accede alle fasi finali e ottiene il 5º premio.

## Partecipazioni
Ha partecipato a diversi programmi televisivi per emittenti nazionali e regionali e ha tenuto un concerto da solista nell'ambito dei "Concerti della domenica al Quirinale" in diretta su Radio 3.

## Riconoscimenti
Leonora Armellini vince dopo il diploma il Premio Venezia della Fondazione del Gran Teatro La Fenice, riservato ai migliori diplomati a livello nazionale.
Nel 2009 ottiene il primo premio al Concorso Internazionale "Camillo Togni" di Brescia e nel 2010 un premio speciale al Concorso Internazionale Chopin di Varsavia.
Nel maggio 2013 il Board dell'Associazione Nazionale Critici Musicali, presieduto da Angelo Foletto, ha deciso di assegnare il “XXXII Premio Abbiati” dedicato a "Piero Farulli" al Trio AMAR ‐ Leonora Armellini, Laura Marzadori e Ludovico Armellini (pianoforte, violino e violoncello).
Il 23 settembre 2013, nel Teatro "alla Pergola" di Firenze, Leonora Armellini ha inoltre ricevuto dalle mani di Zubin Mehta il Premio Internazionale Galileo 2000 - Pentagramma d'oro.

## Discografia
Leonora Armellini ha inciso entrambi i concerti di Chopin con l'Orchestra di Padova e del Veneto sotto la direzione di Anton Nanut e di Alexander Rabinovich-Barakosky per l'etichetta Velut Luna.
Come solista, è stata protagonista di diversi progetti discografici, tra i quali l’integrale dell’Album per la Gioventù di R. Schumann.

### DVD
- Leonora Armellini. Piano Recital (DVD Video, Continuo Records CR128, 2019)

### CD
- Chopin (SACD, Velut Luna CVLD156, 2007)
- Chopin: Notturno n. 20 in do diesis minore; Ballata n. 3; Étude Op. 10, No. 3; Concerto e-moll, op. 11 (CD, Fryderyk Chopin Institute NIFCCD615, 2012)
- Schumann: Album für die Jugend (CD, Acousence Classics ACO-11813, 2014)
- The Early Years (CD, Velut Luna AUD154, 2016)
- Johannes Brahms: Complete Music for Two Pianos (CD, Da Vinci Classics, 2018)

## Opere
Ha debuttato anche in veste di scrittrice, a fianco di Matteo Rampin, nella stesura a 4 mani del libro di divulgazione musicale Mozart era un figo, Bach ancora di più, edito da Salani (2014), tradotto anche in spagnolo per l'editoriale Duomo Ediciones.